# Viminale (motonave)
La motonave Viminale, soprannominata "il titanic italiano", fu un transatlantico di lusso varato nel 1925 per conto del Lloyd Triestino. Era un transatlantico che faceva rotta fino ai porti del Giappone e venne silurata, al largo della costa di Palmi, nel mar Tirreno, il 25 luglio 1943 da un'unità alleata (la statunitense Pt 216), mentre era trainata dal porto di Palermo a quello di Napoli per alcune riparazioni.

## Le caratteristiche
Costruita nei cantieri "San Rocco" di Trieste e varata il 9 maggio 1925 dalla Lloyd Triestino, la Viminale rappresentava un vanto per tutta la cantieristica italiana di quel periodo: la sua portata era di circa 8657 tonnellate, con una lunghezza di 140 metri ed una larghezza di circa 18 metri. Al suo interno era composta da ampie stive per la merce, cabine di I, II e III classe, grandi saloni, sale dedicate ai fumatori e sale per la lettura e lo studio.
Nelle cabine di I classe (molto ampie) vi erano finestre rettangolari e la possibilità di disporre di acqua corrente, cosa che rappresentava un lusso per l'epoca. Sul ponte inoltre vi erano due imbarcazioni di salvataggio ed altri due mezzi utilizzati per i servizi in porto.
Dotata di due alberi con poppa ellittica ed una prora dritta, la motonave presentava un fumaiolo di dimensioni particolarmente ridotte rispetto a quelli dell'epoca.

## Le rotte
Le sue traversate più note erano certamente quelle sulle coste del Giappone, in un'epoca in cui il paese del sol levante era difficilmente raggiungibile.
Dopo il suo varo venne impiegata spesso per il trasporto di passeggeri ed emigranti italiani per l'Australia. Ed è proprio in Australia che la Motonave "Viminale" prende parte all'inaugurazione del nuovo ponte di Sydney nel 1932 rappresentando in quell'occasione la flotta mercantile italiana.

## La trasformazione in nave militare
Successivamente, cambiando anche colorazione, la Motonave venne utilizzata per il trasporto di soldati e di materiale bellico all'inizio della seconda Guerra Mondiale in Somalia, Eritrea, Albania e Grecia.

## L'affondamento
La "Viminale" venne silurata il 25 luglio 1943 alle ore 02.15 da un'unità alleata, la Pt 216 (una della silurante americane dislocate in Italia) durante la seconda Guerra Mondiale, al largo della costa di Palmi, mentre era trainata dal porto di Palermo a quello di Napoli per alcune riparazioni. L'ordine di lancio fu dato dal comandante della Pt 216 Cecil Sander.
I morti furono 4 mentre i superstiti 18.

## La riscoperta
Dopo decenni in cui il relitto fu dimenticato, la Motonave è stata riscoperta nel 2000 da un gruppo di esperti subacquei di Palmi: il relitto giace in assetto di navigazione ad una profondità massima di 105 metri, adagiata su un fondale fangoso, solo leggermente inclinato sul lato sinistro. Lo scafo è avvolto da alghe, micro organismi, incrostazioni, ma è ancora integro.
Nell'ottobre del 2011 un gruppo di sub provenienti da Francia, Belgio, Polonia e Paesi Bassi ha fatto tappa a Palmi per esplorare il relitto. Nell'occasione "Lineablu", il programma di Rai Uno, ha inviato le proprie telecamere per effettuare le riprese del relitto e della spedizione.